# Ваграмяны
Ваграмяны, Вахрамяны (арм. Վահրամյաններ, Վահրամեանք) — армянский княжеский род в средневековой Армении и Грузии. Является побочной ветвью княжеского рода Закарянов. Основателем рода Ваграмянов был князь Ваграм I — сын Саргиса I и брат Саргиса II Великого, дядя Закаре и Иване Закарянов.

## История и происхождение
В награду за храбрость в бою старший сын князя Ваграма I, Закаре, названный историками Блуз («младший» — в отличие от кузена, Закаре Закаряна), получил от грузинской царицы Тамары армянскую крепость Гаг (развалины крепости ныне на армяно-азербайджанской границе близ села Бердаван Тавушской области), построенную ещё во времена царя Арташеса как опорно-наблюдательный пункт у северной границы Великой Армении. Крепость Гаг имела стратегически важное значение, поскольку контролировала оживленный торговый путь, проходивший по долине среднего течения реки Куры, из Арцаха через город Гандзак в Тбилиси. По названию крепости, род Ваграмянов иногда именуется в письменных источниках как Гагеци или Ваграмян-Гагеци.

Освобожденная Закарянами Восточная Армения. Начало XIII века.

Первоначально, Ваграмяны были вассалами княжеского рода Дадианов. Однако когда в 1191 году Дадианы приняли участие в заговоре Юрия Боголюбского против грузинского двора, Ваграмяны проявили верность грузинской короне. Заговорщики были разбиты в битве на Ниальской равнине войсками, верными грузинской царице Тамаре. Царскими войсками командовали князья Закаряны; в их числе и воевал князь Закаре Блуз Ваграмян. За верность короне царица Тамара наградила князя Закаре Блуза, пожаловав ему и его потомкам крепость Гаг и значительную территорию, лежавшую между крепостью Гаг и Гандзаком «со многими городами, крепостями и поселениями или в полную собственность, или в половинную». Князь Закаре Блуз Ваграмян, по названию крепости именовавшийся также Гагеци (в грузинских источниках — Гагели), стал непосредственным вассалом грузинских царей, получив придворную должность министра двора (мсахурт-ухуцес).
Князь Закаре Блуз Вахрамян-Гагеци принимал активное участие в военных кампаниях князей Закарянов, которые под покровительством грузинской короны с начала 1190-х года вели реконкисту за освобождение Северной Армении от турко-сельджукского ига. Благодаря таланту военачальника, князь Закаре Блуз значительно расширил свои владения, присоединив к ним всю территорию, лежавшую между крепостью Гаг и Шамкором. В 1195 году князь Закаре Блуз был одним из командующих армяно-грузинской армии, одержавшей победу в Шамхорском сражении; в этом бою князь храбро воевал в авангарде войска, под ним была убита лошадь. В результате победы в 1195 году, город Шамкор, занимавший стратегическое положение на вышеупомянутом торговом пути в Тбилиси, был присоединен к Гагскому княжеству Ваграмянов. Княжество продолжало расширяться, достигнув своей мощи в 1210-х годах. В это время в состав княжества входили территории от реки Дебед до Шамкора, а с севера на юг — вся территория от реки Куры до отрогов Севанского хребта, включая крепости Гаг, Гавазан (Гаварцин), Тавуш, Кацарет, Ергеванк, Терунакан, Сагам, Карерц, Гардман. В этот период вассалами Ваграмянов были княжества Кюрикянов Мацнаберда и Нор-Берда — осколки некогда царствовавшего в Лори рода, отпрыски армянского царского рода Багратуни.
Начиная с 1220-х годов, Северная Армения, в том числе и Гагское княжество Ваграмянов, начали подвергаться разведывательным нашествиям монголов. В 1233 году княжество Ваграмянов было завоевано монголами.
Младший сын князя Ваграма I, Саргис, стал основателем другого армянского княжеского рода — Тмоквеци, названного по наименованию крепости Тмук (Тмкаберд) в Джавахке. Князь Саргис Тмоквеци стал одним из авторов романтической словесности при грузинском царском дворе; он же перевел с персидского повесть о Висе и Рамине.

## Светская и культурная деятельность
Ваграмяны расширили и укрепили крепость Гаг и отстроили ряд крепостей и замков в Северной Армении. В годы их правления, в княжестве также шло активное церковное строительство; были построены или отреставрированы церкви Нор-Вараг, Шхмурат, Каптаванк, Хоранашат, Таргманчац. Родовой усыпальницей Ваграмянов стала церковь Сурб Саркис в крепости Гаг. По поверьям, записанным армянским историком Киракосом Гандзакеци,

«…был в Гаге некий крест чудотворный, [помогающий] всем угнетенным, паче же всех — плененным, и, кто уповал на него всем сердцем, тому сам святой мученик Саргис открывал двери темниц и узилищ, расторгал оковы и сопровождал их в телесном явлении до самых их жилищ. И молва о чудесах этих распространилась среди всех племен. Крест тот, говорят, был водружен святым учителем нашим Месропом».

На период правления князей Вахрамянов также приходится деятельность Ванакана вардапета — ученика армянского просветителя Мхитара Гоша и учителя армянских историков Киракоса Гандзакеци и Вардана Аревелци.